# Râul Ulieș
Râul Ulieș este un curs de apă, afluent al râului Lechința. 

## Hărți
- Harta județului Mureș